# Nagroda Literatury Dziecięcej im. Bing Xin
Nagroda Literatury Dziecięcej im. Bing Xin (chiń. 冰心儿童文学新作奖; pinyin Bīng Xīn Értóng Wénxué Xīnzuò Jiǎng) – chińska nagroda literacka z zakresu literatury dziecięcej.
Nagroda została nazwana na cześć pisarki Bing Xin, czołowej autorki chińskiej literatury dziecięcej w XX wieku. Nagroda przyznawana jest corocznie w kilku kategoriach, począwszy od 2005.